# Warhead (Pharmakologie)
Als Warhead, in der deutschsprachigen Fachliteratur mitunter auch Gefechtskopf oder seltener Sprengkopf genannt, wird in der Pharmakologie eine funktionelle Gruppe oder eine andere Struktureinheit eines Wirkstoffs bezeichnet, die zielgerichtet an ein biomolekulares Target – zumeist ein Protein – kovalent bindet, um in vivo durch hohe Affinität die Wirkstofffunktion zu verstärken. Geprägt durch die spezifische Ligand-Target-Bindungskinetik, verleiht der reaktive molekulare Strukturanteil dem Wirkstoff am Wirkort eine hohe pharmakologische Effizienz. In der Wirkstoffgestaltung hat die Verwendung von Warheads seit der Jahrtausendwende immens an Bedeutung gewonnen; ihre Entwicklung zählt zu den jüngeren Forschungsfeldern der medizinischen Chemie.
Warheads sind im Allgemeinen schwache Elektrophile, die mit nukleophilen Aminosäureresten reagieren. Von 21 kanonischen Aminosäuren sind 16 empfängliche Reaktionsziele, von denen bisher das Cystein die größte praktische Bedeutung hat. Das Strukturspektrum der Warheads ist umfangreich, am verbreitetsten sind Acrylamide (als Michael-Akzeptoren), Chloracetamide und Nitrile (Stand 2023). Die Neigung zur reversiblen oder irreversiblen Atombindung ist in erster Linie von der Art des Warheads abhängig, daneben von einer Vielzahl weiterer Faktoren. Die Warhead-Auswahl folgt dem HSAB-Konzept. Um das Risiko unerwünschter Nebenwirkungen zu verringern, ist die Reaktivität dem Zweck angemessen zu optimieren. Nebenwirkungen können sich aus der Protein-Haptenisierung und Bildung unerwünschter (Off-Target-)Addukte ergeben.
Das Risiko Polymorphismus-bedingter idiosynkratischer Toxizität ist bei der Wirkstoffgestaltung zu beachten. Auch die Möglichkeit der metabolischen Reaktivitätsverstärkung des Warheads ist zu bedenken. Es kann vorteilhaft sein, die Planung reaktiver Strukturanteile in eine Prodrug-Strategie einzubinden (siehe etwa Omeprazol).